# Edgar Prestage
Edgar Prestage (* 20. Juli 1869 in Manchester, England; † 1951) war ein englischer Historiker, Autor, Übersetzer und Kenner der Geschichte Portugals.

## Leben
Prestage begann mit dem Erlernen der portugiesischen Sprache, während er das Radley College in der Nähe von Abingdon (Oxfordshire) besuchte. 1886 konvertierte er, zusammen mit seiner Mutter, zum katholischen Glauben. 1891 schloss er das Balliol College an der Oxford University im Fach Geschichte der Neuzeit ab. Im selben Jahr besuchte er Portugal zum ersten Mal. In den Jahren 1896 bis 1907 praktizierte er als Rechtsanwalt in der Kanzlei seines Vaters in Manchester.
Bereits 1893 übersetzte er die Briefe einer portugiesischen Nonne aus dem Französischen ins Englische. In Zusammenarbeit mit C. R. Beazley übersetzte er die zweibändige Ausgabe der Chronica do descobrimento e Conquista da Guiné des Königlichen Chronisten Portugals Gomes Eanes de Azurara. Während der häufigen Besuche Lissabons für Forschungszwecke in den Jahren 1891 bis 1906 lernte er unter anderem die Mitglieder der Intellektuellengruppe Os Vencidos da Vida (Die vom Leben Besiegten) kennen. Er wurde auch in den Salon der Schriftstellerin Maria Amália Vaz de Carvalho, der Witwe des brasilianischen Dichters Gonçalves Crespo, eingeführt. 1907 heiratete er die Tochter des Paares, Maria Christina. Da die Ehefrau Prestages in England wegen ihrer brasilianischen Abstammung gesellschaftlich nicht akzeptiert wurde, ging das Paar aus Southport, damals Lancashire, nach Lissabon zurück. 1918 beging Maria Christina Selbstmord.
Bis zum Jahre 1919, als Prestage nach England zurückging, vergrub er sich in Bibliotheken, um seine wissenschaftlichen Arbeiten abzuschließen. Als Traditionalist und Monarchist konnte er sich nie mit der Ersten Republik Portugals anfreunden und blieb ein Freund des im Exil lebenden Königs Manuel II. In späteren Jahren unterstützte er das diktatorische Regime Salazars.
In den folgenden Jahrzehnten schrieb Prestage einige Bücher über die portugiesischen Entdecker, über Schriftsteller und Diplomaten des Landes und übersetzte einige Texte ins Englische.

## Ehrungen und Auszeichnungen
- 1895: Korrespondierendes Mitglied der Akademie der Wissenschaften in Lissabon.
- 1940: Mitglied der British Academy.[1]

## Veröffentlichungen
- 1896 bis 1899: Übersetzung ins Englische: Gomes Eanes de Azurara: The Chronicle of the Discovery and Conquest of Guinea, 2 Bände Hakluyt Society, London.
  - neu aufgelegt in zwei Bänden: Franklin, New York City, 1964.
  - als E-Book beim Project Gutenberg, 2011.
- 1914: Don Francisco Manuel de Melo: Esboço biografico. Imprensa da Universidade, Coimbra, Portugal.
  - 1922: in englischer Sprache: Don Francisco Manuel de Mello. Milford, London.
- 1926: als Herausgeber: Francisco de Sousa Coutinho: Correpondencia diplomatica, 3 Bände, der erste davon ist online verfügbar.
- 1927: The Royal Power and the Cortes in Portugal, Watford.
- 1928: als Herausgeber: Chivalry: A Series of Studies to Illustrate Its Historical Significance and Civilizing Influence by Members of King’s College London. K. Paul, Trench, Trubner, London.
- 1931: als Herausgeber der 3. Auflage: Franciso Manuel de Melo: Epanáphoras de vária história portuguesa. Imp. da Universidade, Coimbra. Das Original aus 1676 ist online verfügbar.
- 1934: Descobridores portugueses, Tipografia Civilisação, Porto, Portugal.
  - 1933: in englischer Sprache: The Portuguese Pioneers, Black, London.
  - 1936: in deutscher Sprache: Die portugiesischen Entdecker, Goldmann, Bern, Schweiz. Als Goldmann Taschenbuch, München 1963.